# Kinh tế Albania
Kinh tế Albania là nền kinh tế nghèo theo các tiêu chuẩn của Tây Âu và gặp nhiều khó khăn trong quá trình chuyển đổi từ mô hình cộng sản trong quá khứ sang mô hình kinh tế thị trường mở cửa.

## Lịch sử
Sự sụp đổ của Chủ nghĩa cộng sản ở Albania đến muộn hơn và có thêm nhiều hỗn loạn hơn ở những quốc gia Đông Âu khác và được đánh dấu bởi một phong trào quần chúng tỵ nạn tới Ý và Hy Lạp trong năm 1991 và 1992. Lúc bắt đầu nỗ lực cải cách một cách nghiêm túc vào đầu năm 1992 sau khi GDP thực tế giảm hơn 50% từ đỉnh điểm vào năm 1989. Albania hiện đang có nạn tội phạm có tổ chức cao và tỷ lệ tham nhũng, cao nhất tại châu Âu. Cải cách đang diễn ra để sửa chữa chúng.
Chính phủ được bầu dân chủ giả định rằng cơ quan trong tháng 4 năm 1992 tung ra một chương trình cải cách kinh tế đầy tham vọng để ngăn chặn suy thoái kinh tế và đưa đất nước trên con đường hướng tới một nền kinh tế thị trường. Yếu tố chính bao gồm giá và tự do hoá hệ thống trao đổi, củng cố tài chính, hạn chế tiền tệ và một chính sách cho thu nhập của công ty. Chúng được bổ sung bởi một gói toàn diện của cải cách cơ cấu bao gồm cả tư nhân hoá, doanh nghiệp, cải cách khu vực tài chính, tạo ra các khuôn khổ pháp lý cho một nền kinh tế thị trường và hoạt động của khu vực tư nhân. Hầu hết các lĩnh vực nông nghiệp, nơi họp nghị viện bang, và ngành công nghiệp nhỏ đã được tư nhân hóa. Xu hướng này tiếp tục với tư nhân hoá giao thông, dịch vụ và các doanh nghiệp vừa và nhỏ. Năm 1995, chính phủ bắt đầu tư nhân hóa doanh nghiệp nhà nước lớn. Sau khi đạt một mức thấp vào đầu những năm 1990, nền kinh tế từ từ mở rộng lần nữa, đạt được mức năm 1989 của nó vào cuối thập kỷ này.